# Iglesia de los Doce Apóstoles
La Iglesia de los Doce Apóstoles es un templo religioso de culto católico ubicado en el barrio El Almendral del plan de la ciudad de Valparaíso, Chile. Diseñada por el arquitecto proyectista chileno Juan Eduardo Fehrman junto al arquitecto alemán Teodoro Burchard, se comenzó a construir en 1869.
Es un fiel representante del auge económico, urbanístico y cosmopolita que experimentó la ciudad durante la segunda mitad del siglo XIX. Fue declarada Monumento Nacional de Chile, en la categoría de Monumento Histórico, el 20 de mayo de 2003.

## Historia

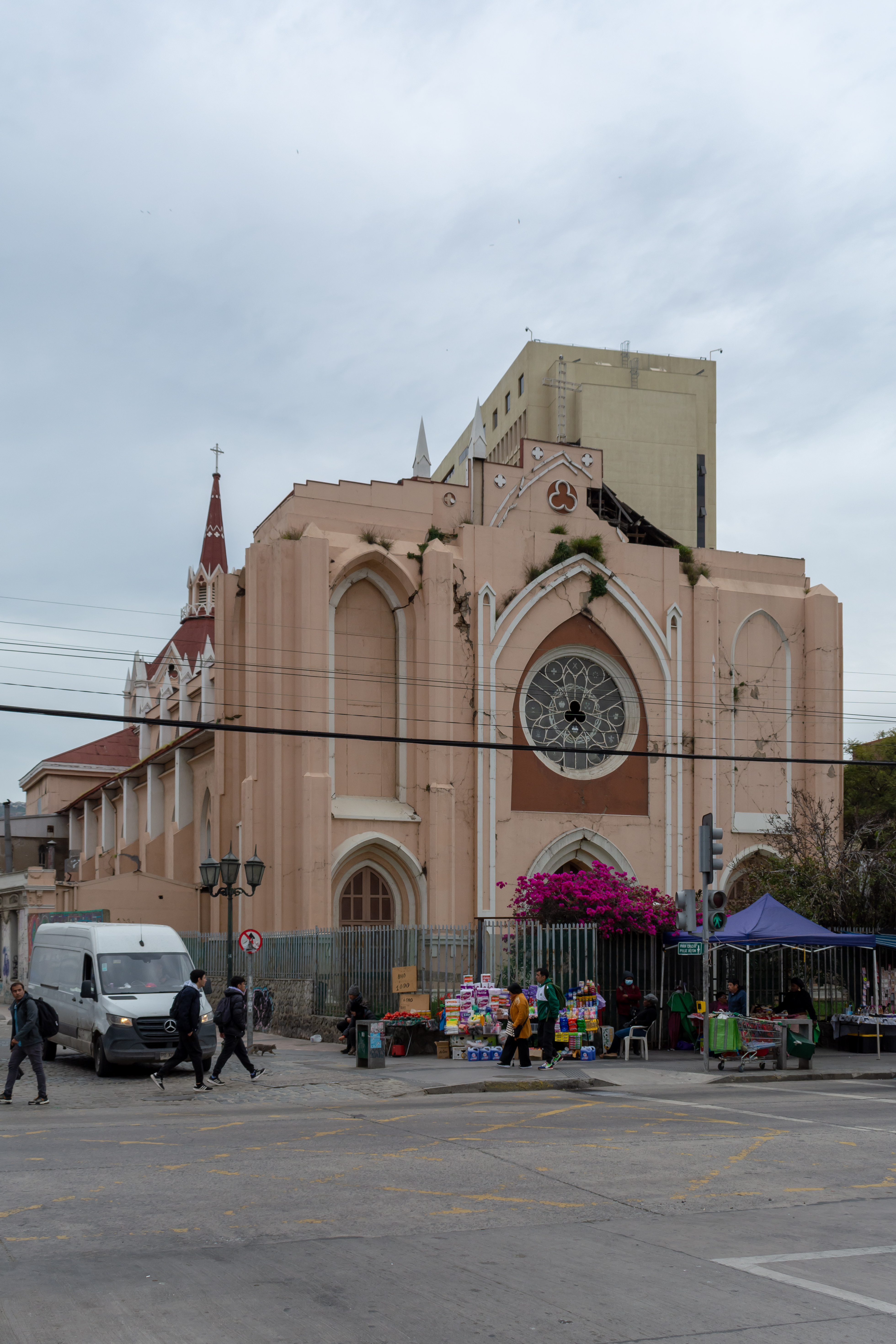
Deterioro de la iglesia en la actualidad. Fotografía de 2023.

La Parroquia de los Doce Apóstoles, la segunda parroquia de la ciudad después de la de La Matriz, se instaló provisoriamente en distintas sedes a partir de 1844, hasta que comenzó su construcción actual, en 1869.
En 1874 se construyeron unas catacumbas para servir de bóveda sepulcral para benefactores de la parroquia, religiosos y miembros de la comunidad.
Durante la Guerra del Pacífico (1879-1884), la iglesia funcionó como hospital de campaña para acoger a heridos en combate que llegaban desde el puerto de Valparaíso. Decenas de fallecidos, incluyendo religiosas, hombres, mujeres y niños de esta época, posiblemente de familias de clases acomodadas, se fueron enterrando en las catacumbas desde 1875. En algún momento del siglo XIX, estas catacumbas fueron saqueadas, removiéndose el cuerpo de un condecorado general argentino.
El terremoto de Algarrobo de 1985 dejó a la iglesia severamente dañada. Su restauración no fue la adecuada, y provocó que tras el terremoto de Chile de 2010, su estructura se dañara aún más, debiendo permanecer clausurada desde entonces. Hacia 2014, aún no se contaban con recursos económicos ni la disposición política o del Obispado para su restauración. En diciembre de 2022, la Cámara de Diputadas y Diputados de Chile pidió al presidente Gabriel Boric financiamiento para su restauración.

## Emplazamiento

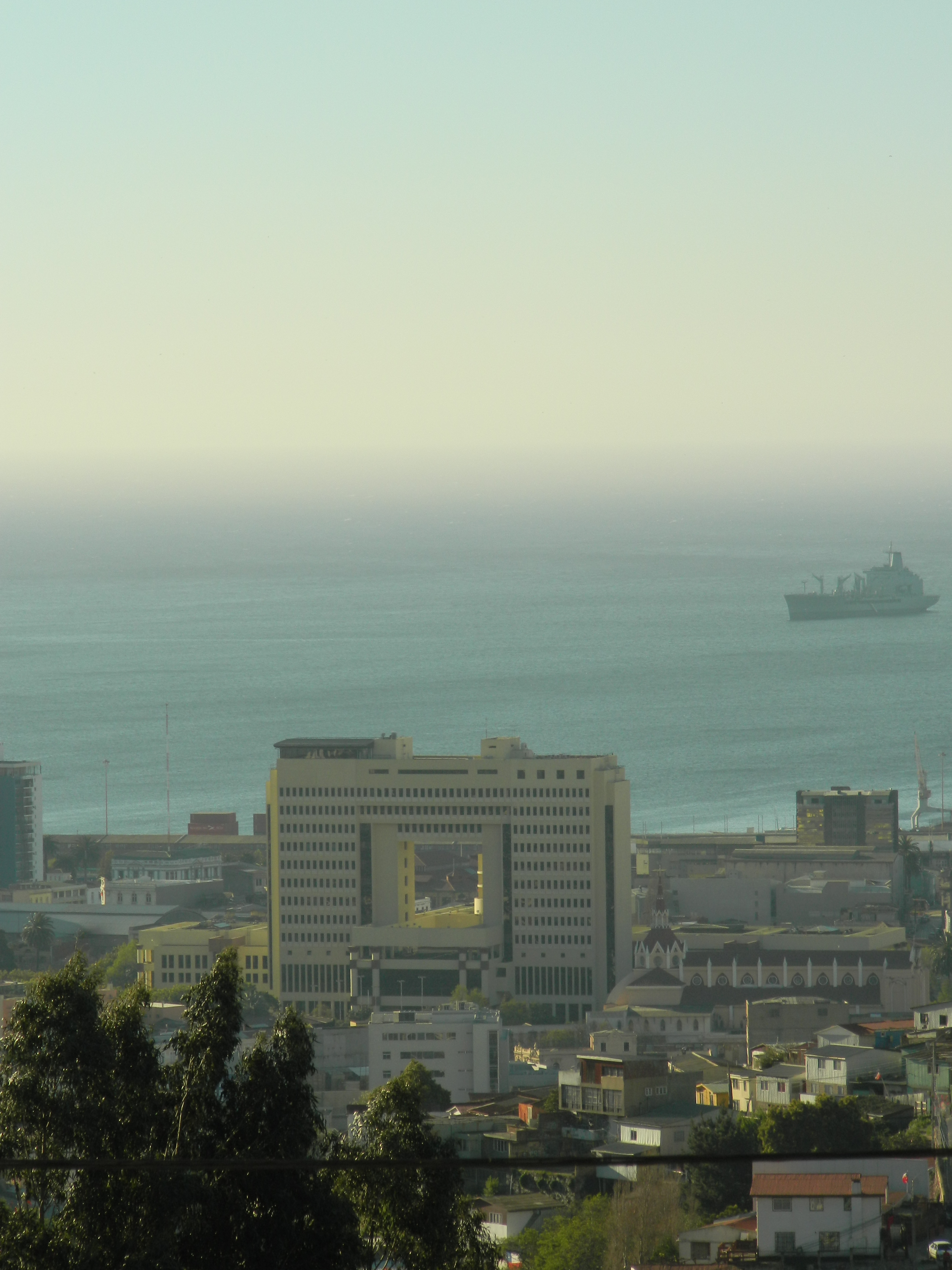
Panorámica de Valparaíso en 2023, con la iglesia a la derecha del Congreso Nacional, en el centro.

Emplazada sobre un predio de forma irregular, esta iglesia se ubica en el barrio El Almendral, a un costado del edificio del Congreso Nacional y frente al Mall Paseo Ross, en el límite oriental del plan de Valparaíso, entre la Avenida Argentina y el pasaje Juan Ross. Actúa como punto de referencia de la avenida Argentina, centro urbano desde mediados del siglo siglo XIX en la cual se instala tradicionalmente la feria libre más grande de la ciudad, y alrededor de la cual se desarrollan variadas actividades comerciales.

## Arquitectura

### Catacumbas y sepulcro
Debajo de la iglesia se encuentra unas catacumbas, que funcionan como una galería de casi ocho metros de largo por cuatro metros de ancho, en la que fueron enterradas al menos 104 personas a partir de 1875. Un sepulcro a tres metros de profundidad se sitúa muy cerca del Edificio del Congreso Nacional.